# Union Jacks
Union Jacks (с англ. — «Юнион Джекс») — четвёртый студийный альбом AOR-группы «The Babys», изданный 8 января 1980 года.

## Об альбоме
«Union Jacks» достиг 42 строчки в «Billboard 200».
Главный сингл «True Love True Confession» не попал в чарты, и его сменил второстепенный хит «Midnight Rendezvous».
Последний сингл с этого альбома «Back on My Feet Again» также стал хитом.
После этого группа записала свой пятый альбом «On the Edge», после чего распалась.
26 мая 2009 года «Union Jacks» был переиздан на лейбле «Rock Candy Records» после того, как много лет не издавался.
Бонус-треков на переиздании нет, но, как и на предыдущем, все треки также подверглись ремастерингу.
«Union Jacks» стал первым и предпоследним альбомом, на котором участвовали клавишник Джонатан Кейн и басист Рики Филлипс.

## Треклист
| №  | Название                    | Автор(ы)                                 | Длительность |
| -- | --------------------------- | ---------------------------------------- | ------------ |
| 1. | «Back on My Feet Again»     | Джон Уэйт, Доминик Бугатти, Фрэнк Маскер | 3:18         |
| 2. | «True Love True Confession» | Уэйт и Джонатан Кейн                     | 4:07         |
| 3. | «Midnight Rendezvous»       | Уэйт и Кейн                              | 3:36         |
| 4. | «Union Jack»                | Уэйт и Рик Филлипс                       | 5:42         |
| 5. | «In Your Eyes»              | Уэйт и Филлипс                           | 4:05         |

| №                   | Название                 | Автор(ы)                          | Длительность |
| ------------------- | ------------------------ | --------------------------------- | ------------ |
| 1.                  | «Anytime»                | The Babys                         | 3:21         |
| 2.                  | «Jesus, Are You There?»  | The Babys, кроме Брока и Филлипса | 3:34         |
| 3.                  | «Turn Around in Tokyo»   | Кейн                              | 3:53         |
| 4.                  | «Love Is Just a Mystery» | The Babys, кроме Брока и Филлипса | 3:32         |
| Общая длительность: | Общая длительность:      | Общая длительность:               | 35:08        |

## Участники записи
The Babys
- Джон Уэйт — вокал
- Уолли Стокер — гитара
- Джонатан Кейн — клавишные
- Рики Филлипс — бас-гитара
- Тони Брок — ударные

## Чарты
Альбом
| Чарт          | Пик. позиция |
| ------------- | ------------ |
| Billboard 200 | 42           |
| Австралия     | 58           |

Синглы
| Год  | Сингл                   | Чарт              | Позиция |
| ---- | ----------------------- | ----------------- | ------- |
| 1980 | «Back On My Feet Again» | Billboard Hot 100 | 33      |
| 1980 | «Midnight Rendezvous»   | Billboard Hot 100 | 72      |

Рейтинги
| Оценки критиков | Оценки критиков |
| Источник        | Оценка          |
| --------------- | --------------- |
| Allmusic        | [ 1 ]           |